# が
、是一個日語的音節，假名也是一個。音節是一拍。是、加上濁音所形成的文字。

「が」的筆畫

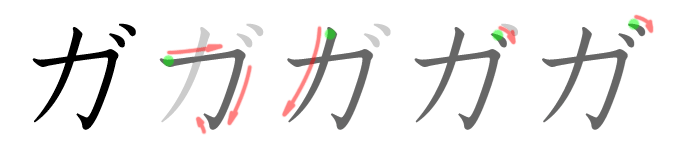
「ガ」的筆畫

- 現在標準語的音韻：這個音是一個子音和一個母音開始變成的。

## 關於
- 是日語的格助詞，也是接續助詞。